# Stuttgarter Kickers
A Sportverein Stuttgarter Kickers e. V. , röviden Stuttgarter Kickers német labdarúgóklub, amelynek székhelye a baden-württembergi Stuttgart városában található.

### Jelenlegi keret
2015. július 1. szerint
| #  |     | Poszt | Név                                |
| -- | --- | ----- | ---------------------------------- |
| 1  | GER | K     | Korbinian Müller                   |
| 4  | GER | V     | Hendrik Starostzik                 |
| 5  | GER | V     | Manuel Bihr                        |
| 6  | GER | KP    | Sandrino Braun                     |
| 7  | ITA | KP    | Marco Calamita                     |
| 8  | GER | KP    | Gerrit Müller                      |
| 9  | ITA | CS    | Elia Soriano                       |
| 10 | ITA | KP    | Vincenzo Marchese (csapatkapitány) |
| 11 | FRA | CS    | Lhadji Badiane                     |
| 12 | ROM | KP    | Andreas Ivan                       |
| 13 | ALB | KP    | Klaus Gjasula                      |
| 16 | GER | KP    | Fabio Leutenecker                  |
| 17 | LIT | KP    | Gratas Sirgėdas                    |
| 18 | GER | KP    | Marco Gaiser                       |
| 19 | GER | CS    | Daniel Engelbrecht                 |

| #  |     | Poszt | Név                 |
| -- | --- | ----- | ------------------- |
| 20 | KOS | CS    | Bajram Nebihi       |
| 21 | GER | V     | Marc Stein          |
| 22 | CMR | KP    | José-Alex Ikeng     |
| 23 | GER | KP    | Daniel Kaiser       |
| 24 | BUL | KP    | Edisson Jordanov    |
| 25 | ITA | V     | Alessandro Abruscia |
| 26 | GER | K     | Rouven Sattelmaier  |
| 27 | GER | V     | Fabian Baumgärtel   |
| 28 | GER | KP    | Bentley Baxter Bahn |
| 29 | GER | V     | Tobias Pachonik     |
| 33 | GER | KP    | Markus Mendler      |
| 37 | GER | CS    | Manuel Fischer      |
| 38 | GER | K     | Carl Klaus          |
| 40 | GER | CS    | Erich Berko         |